# La Sauvetat (Gers)
Pour les articles homonymes, voir La Sauvetat.
La Sauvetat (La Sauvedat en gascon) est une commune française située dans le nord du département du Gers en région Occitanie. Sur le plan historique et culturel, la commune est dans le Pays de Gaure, un territoire au cœur de la Gascogne caractérisé par ses champs céréaliers et d'oléagineux, entrecoupés de maigres bois et prairies.
Exposée à un climat océanique altéré, elle est drainée par la Gèle, le ruisseau de Lauze, le ruisseau Beudie et par divers autres petits cours d'eau.
La Sauvetat est une commune rurale qui compte 418 habitants en 2022, après avoir connu un pic de population de 1 306 habitants en 1831.  Elle fait partie de l'aire d'attraction d'Auch. Ses habitants sont appelés les Sauvetois ou  Sauvetoises.
Le patrimoine architectural de la commune comprend un immeuble protégé au titre des monuments historiques : le château de Sérillac, inscrit en 2002.

## Géographie

### Localisation
Commune de Gascogne située sur l'ancienne route nationale 654 entre Fleurance et Condom.

### Communes limitrophes
Les communes limitrophes sont  Lamothe-Goas, Larroque-Saint-Sernin, Mas-d'Auvignon, Réjaumont, Saint-Puy et Sainte-Radegonde.
|                       | Mas-d'Auvignon | Lamothe-Goas     |
| Saint-Puy             | La Sauvetat    | Sainte-Radegonde |
| Larroque-Saint-Sernin | Réjaumont      |                  |

### Géologie et relief
La Sauvetat se situe en zone de sismicité 1 (sismicité très faible).

### Hydrographie

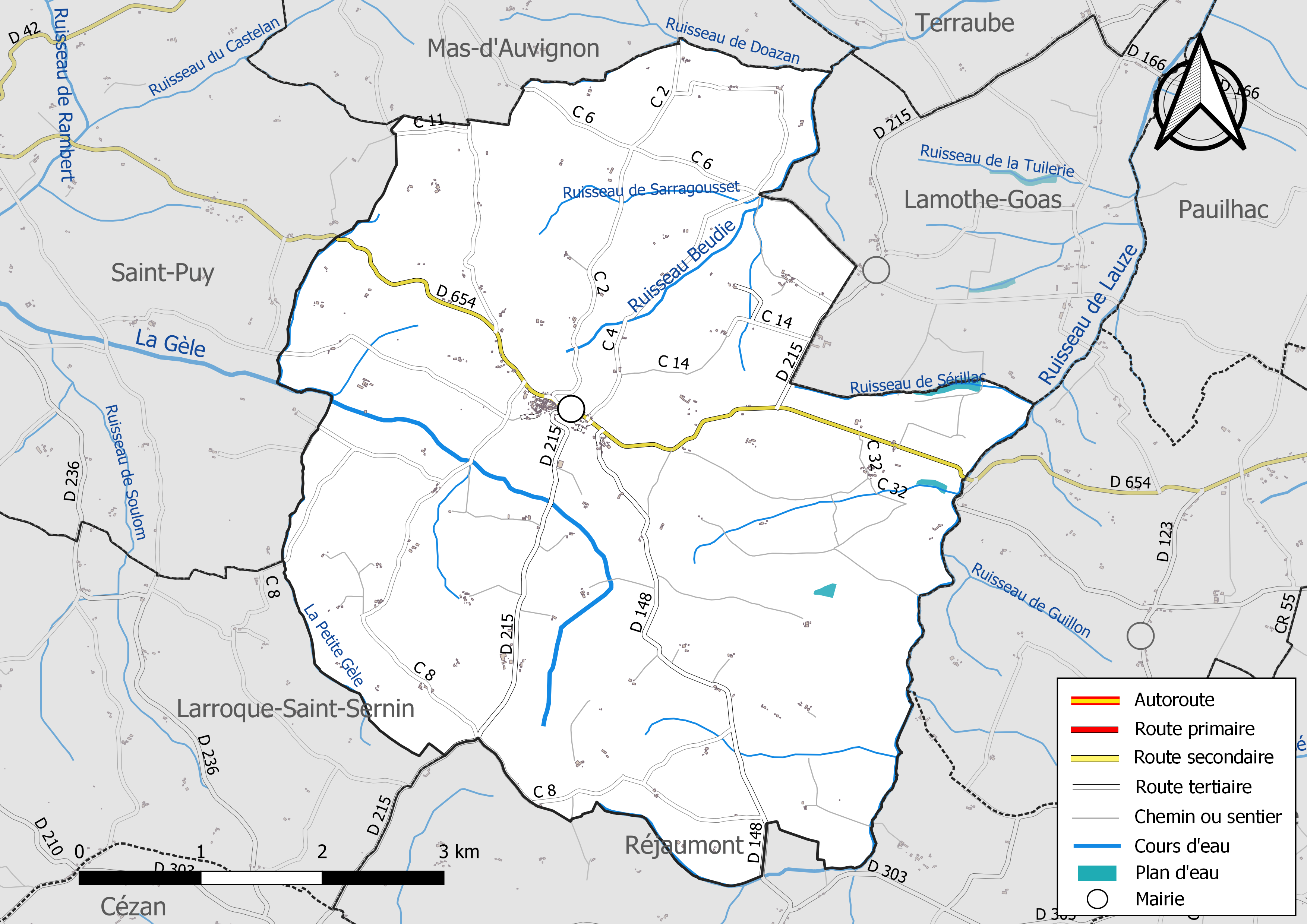
Réseaux hydrographique et routier de Sauvetat.

La commune est dans le bassin de la Garonne, au sein du bassin hydrographique Adour-Garonne. Elle est drainée par la Gèle, le ruisseau de Lauze, le ruisseau Beudie, la Petite Gèle, le ruisseau de Doazan, le ruisseau de Guillon, le ruisseau de Sarragousset, le ruisseau de Sérillac et par divers petits cours d'eau, qui constituent un réseau hydrographique de 29 km de longueur totale,.
La Gèle, d'une longueur totale de 25,7 km, prend sa source dans la commune et s'écoule du sud-est vers le nord-ouest. Elle traverse la commune et se jette dans la Baïse à Condom, après avoir traversé 6 communes.
Le ruisseau de Lauze, d'une longueur totale de 16,3 km, prend sa source dans la commune et s'écoule du sud-ouest vers le nord-est. Il traverse la commune et se jette dans le Gers à Lectoure, après avoir traversé 7 communes.

### Climat
Pour des articles plus généraux, voir Climat de l'Occitanie et Climat du Gers.
En 2010, le climat de la commune est de type climat du Bassin du Sud-Ouest, selon une étude s'appuyant sur une série de données couvrant la période 1971-2000. En 2020, Météo-France publie une typologie des climats de la France métropolitaine dans laquelle la commune est exposée à un climat océanique altéré et est dans la région climatique Aquitaine, Gascogne, caractérisée par une pluviométrie abondante au printemps, modérée en automne, un faible ensoleillement au printemps, un été chaud (19,5 °C), des vents faibles, des brouillards fréquents en automne et en hiver et des orages fréquents en été (15 à 20 jours).
Pour la période 1971-2000, la température annuelle moyenne est de 13 °C, avec une amplitude thermique annuelle de 15,1 °C. Le cumul annuel moyen de précipitations est de 743 mm, avec 10,2 jours de précipitations en janvier et 6,3 jours en juillet. Pour la période 1991-2020, la température moyenne annuelle observée sur la station météorologique la plus proche, située sur la commune de Beaucaire à 11 km à vol d'oiseau, est de 13,8 °C et le cumul annuel moyen de précipitations est de 775,9 mm,. Pour l'avenir, les paramètres climatiques de la commune estimés pour 2050 selon différents scénarios d'émission de gaz à effet de serre sont consultables sur un site dédié publié par Météo-France en novembre 2022.

### Paysages

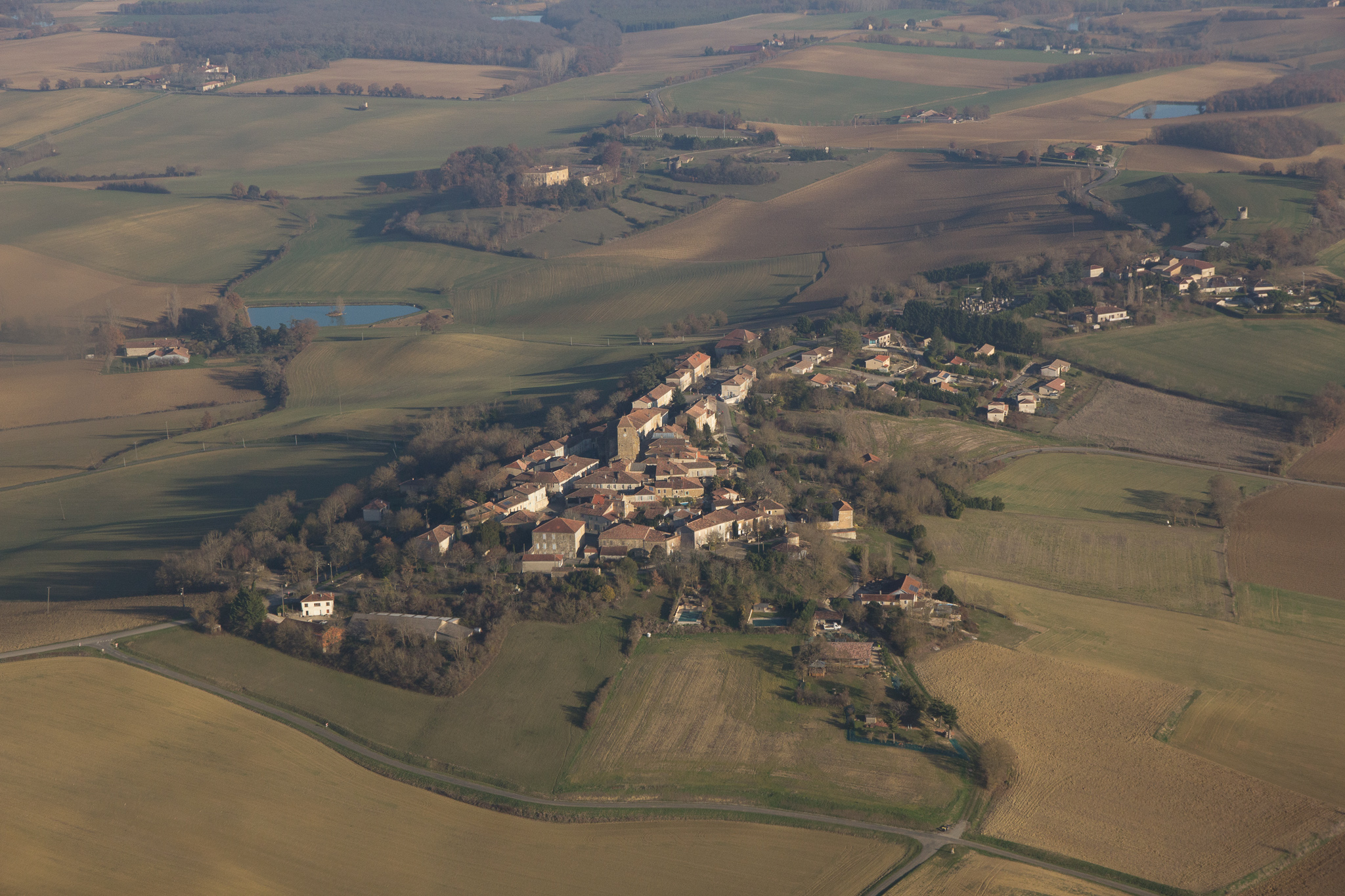
Vue aérienne de la Sauvetat.
Tour de télécommunication.

### Milieux naturels et biodiversité
Aucun espace naturel présentant un intérêt patrimonial n'est recensé sur la commune dans l'inventaire national du patrimoine naturel,,.

## Urbanisme

### Typologie
Au 1er janvier 2024, La Sauvetat est catégorisée commune rurale à habitat très dispersé, selon la nouvelle grille communale de densité à sept niveaux définie par l'Insee en 2022.
Elle est située hors unité urbaine. Par ailleurs la commune fait partie de l'aire d'attraction d'Auch, dont elle est une commune de la couronne,. Cette aire, qui regroupe 112 communes, est catégorisée dans les aires de 50 000 à moins de 200 000 habitants,.

### Occupation des sols
L'occupation des sols de la commune, telle qu'elle ressort de la base de données européenne d’occupation biophysique des sols Corine Land Cover (CLC), est marquée par l'importance des territoires agricoles (97,5 % en 2018), en diminution par rapport à 1990 (99 %). La répartition détaillée en 2018 est la suivante : 
terres arables (92,9 %), zones agricoles hétérogènes (4,1 %), forêts (1,3 %), zones urbanisées (1,2 %), prairies (0,5 %). L'évolution de l’occupation des sols de la commune et de ses infrastructures peut être observée sur les différentes représentations cartographiques du territoire : la carte de Cassini (XVIIIe siècle), la carte d'état-major (1820-1866) et les cartes ou photos aériennes de l'IGN pour la période actuelle (1950 à aujourd'hui).

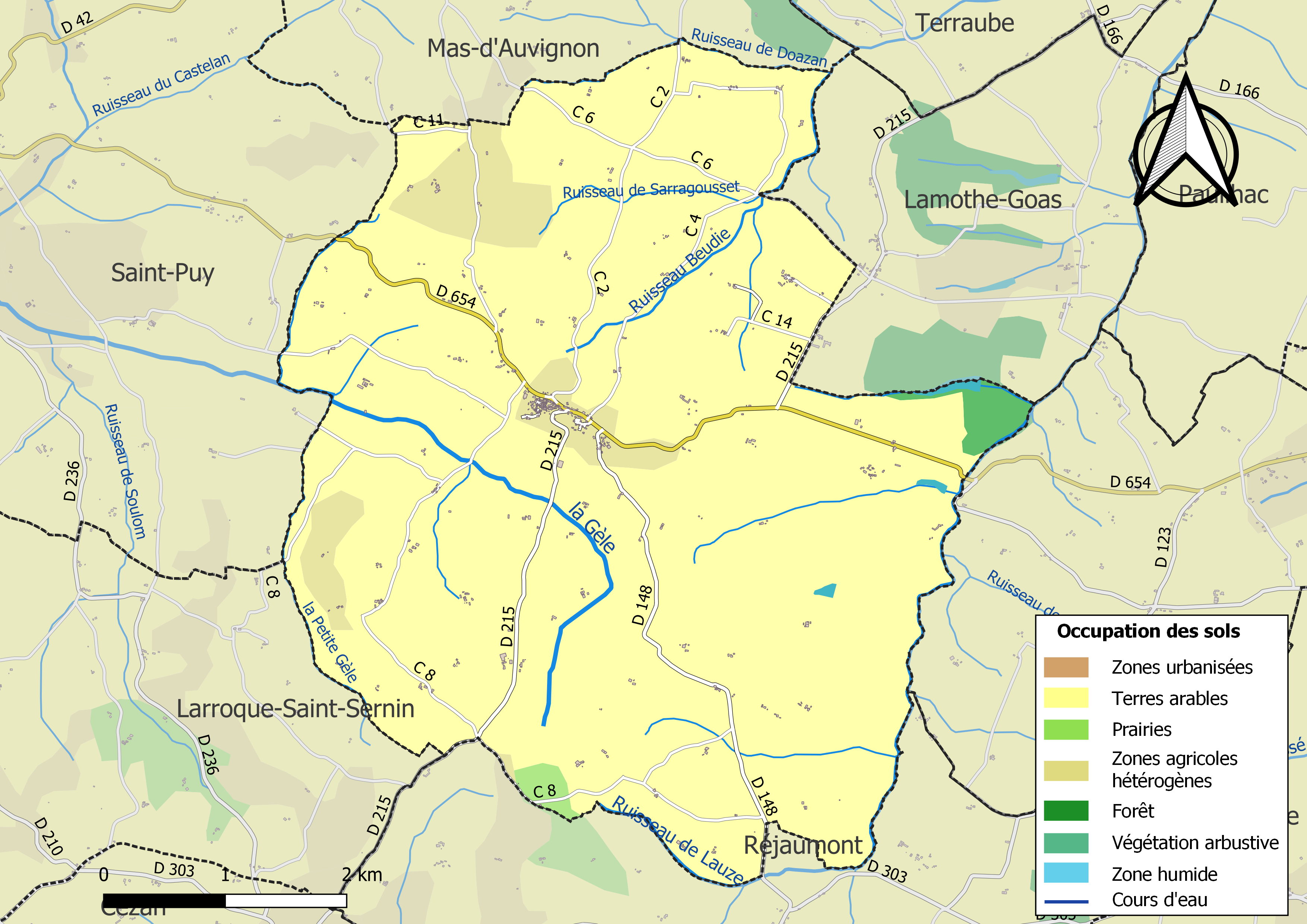
Carte des infrastructures et de l'occupation des sols de la commune en 2018 (CLC).

### Risques majeurs
Le territoire de la commune de La Sauvetat est vulnérable à différents aléas naturels : météorologiques (tempête, orage, neige, grand froid, canicule ou sécheresse) et séisme (sismicité très faible). Un site publié par le BRGM permet d'évaluer simplement et rapidement les risques d'un bien localisé soit par son adresse soit par le numéro de sa parcelle.

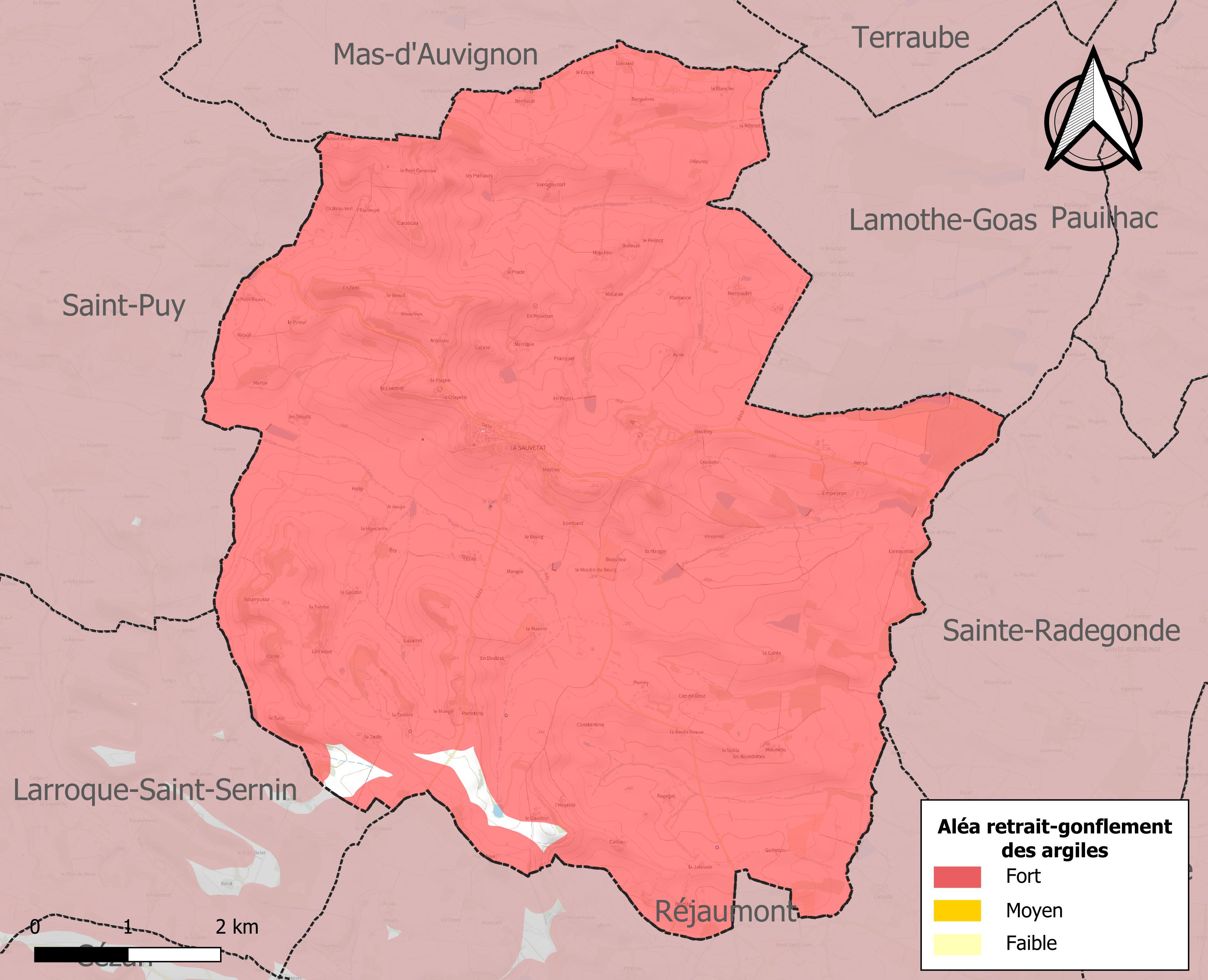
Carte des zones d'aléa retrait-gonflement des sols argileux de La Sauvetat.

Le retrait-gonflement des sols argileux est susceptible d'engendrer des dommages importants aux bâtiments en cas d’alternance de périodes de sécheresse et de pluie. 98,9 % de la superficie communale est en aléa moyen ou fort (94,5 % au niveau départemental et 48,5 % au niveau national). Sur les 235 bâtiments dénombrés sur la commune en 2019, 235 sont en aléa moyen ou fort, soit 100 %, à comparer aux 93 % au niveau départemental et 54 % au niveau national. Une cartographie de l'exposition du territoire national au retrait gonflement des sols argileux est disponible sur le site du BRGM,.
Par ailleurs, afin de mieux appréhender le risque d’affaissement de terrain, l'inventaire national des cavités souterraines permet de localiser celles situées sur la commune.
La commune a été reconnue en état de catastrophe naturelle au titre des dommages causés par les inondations et coulées de boue survenues en 1993, 1999 et 2009. Concernant les mouvements de terrains, la commune a été reconnue en état de catastrophe naturelle au titre des dommages causés par la sécheresse en 1989, 1993, 2003, 2011, 2016 et 2017, par des mouvements de terrain en 1999 et par des glissements de terrain en 1993.

## Toponymie
Une sauveté est un habitat créé au XIe siècle par l'Église. Comparables aux bastides décidées par le roi ou un autre suzerain civil, ces nouveaux villages sont peuplés de colons qui, en s'y installant, obtiennent la liberté. Plusieurs villages portent le nom de Sauvetat en Gascogne ou en Auvergne ou ses dérivés occitans Salvetat ou francisés, Sauveterre.

## Population et société

### Démographie
L'évolution du nombre d'habitants est connue à travers les recensements de la population effectués dans la commune depuis 1793. Pour les communes de moins de 10 000 habitants, une enquête de recensement portant sur toute la population est réalisée tous les cinq ans, les populations de référence des années intermédiaires étant quant à elles estimées par interpolation ou extrapolation. Pour la commune, le premier recensement exhaustif entrant dans le cadre du nouveau dispositif a été réalisé en 2004.

En 2022, la commune comptait 418 habitants, en évolution de +19,43 % par rapport à 2016 (Gers : +1,04 %, France hors Mayotte : +2,11 %).
| 1793  | 1800  | 1806  | 1821  | 1831  | 1841  | 1846  | 1851  | 1856  |
| ----- | ----- | ----- | ----- | ----- | ----- | ----- | ----- | ----- |
| 1 186 | 1 150 | 1 253 | 1 145 | 1 306 | 1 229 | 1 251 | 1 175 | 1 194 |

| 1861  | 1866  | 1872  | 1876  | 1881  | 1886  | 1891  | 1896 | 1901 |
| ----- | ----- | ----- | ----- | ----- | ----- | ----- | ---- | ---- |
| 1 207 | 1 192 | 1 167 | 1 140 | 1 081 | 1 008 | 1 050 | 972  | 868  |

| 1906 | 1911 | 1921 | 1926 | 1931 | 1936 | 1946 | 1954 | 1962 |
| ---- | ---- | ---- | ---- | ---- | ---- | ---- | ---- | ---- |
| 865  | 765  | 713  | 711  | 697  | 665  | 700  | 645  | 556  |

| 1968 | 1975 | 1982 | 1990 | 1999 | 2004 | 2006 | 2009 | 2014 |
| ---- | ---- | ---- | ---- | ---- | ---- | ---- | ---- | ---- |
| 497  | 436  | 357  | 342  | 335  | 349  | 361  | 357  | 350  |

| 2019 | 2022 | - | - | - | - | - | - | - |
| ---- | ---- | - | - | - | - | - | - | - |
| 403  | 418  | - | - | - | - | - | - | - |

### Enseignement
L'école de La Sauvetat accueille les enfants allant des tout-petits de maternelle au CM2.

## Économie

### Revenus
En 2018  (données Insee publiées en septembre 2021), la commune compte 170 ménages fiscaux, regroupant 388 personnes. La médiane du revenu disponible par unité de consommation est de 18 990 € (20 820 € dans le département).

### Emploi
|                | 2008  | 2013  | 2018   |
| -------------- | ----- | ----- | ------ |
| Commune        | 5,2 % | 7,7 % | 11,8 % |
| Département    | 6,1 % | 7,5 % | 8,2 %  |
| France entière | 8,3 % | 10 %  | 10 %   |

En 2018, la population âgée de 15 à 64 ans s'élève à 211 personnes, parmi lesquelles on compte 77,3 % d'actifs (65,5 % ayant un emploi et 11,8 % de chômeurs) et 22,7 % d'inactifs,. En  2018, le taux de chômage communal (au sens du recensement) des 15-64 ans est supérieur à celui du département et de la France, alors qu'en 2008 la situation était inverse.
La commune fait partie de la couronne de l'aire d'attraction d'Auch, du fait qu'au moins 15 % des actifs travaillent dans le pôle,. Elle compte 44 emplois en 2018, contre 67 en 2013 et 74 en 2008. Le nombre d'actifs ayant un emploi résidant dans la commune est de 146, soit un indicateur de concentration d'emploi de 29,9 % et un taux d'activité parmi les 15 ans ou plus de 52,8 %.
Sur ces 146 actifs de 15 ans ou plus ayant un emploi, 33 travaillent dans la commune, soit 22 % des habitants. Pour se rendre au travail, 83,5 % des habitants utilisent un véhicule personnel ou de fonction à quatre roues, 2 % les transports en commun, 4 % s'y rendent en deux-roues, à vélo ou à pied et 10,5 % n'ont pas besoin de transport (travail au domicile).

### Activités hors agriculture
40 établissements sont implantés  à la Sauvetat au 31 décembre 2019. Le tableau ci-dessous en détaille le nombre par secteur d'activité et compare les ratios avec ceux du département,.
| Secteur d'activité                                                                                        | Commune | Commune | Département |
| Secteur d'activité                                                                                        | Nombre  | %       | %           |
| --- | ------- | ------- | ----------- |
| Ensemble                                                                                                  | 40      |         |             |
| Industrie manufacturière, industries extractives et autres                                                | 3       | 7,5 %   | (12,3 %)    |
| Construction                                                                                              | 5       | 12,5 %  | (14,6 %)    |
| Commerce de gros et de détail, transports, hébergement et restauration                                    | 10      | 25 %    | (27,7 %)    |
| Activités financières et d'assurance                                                                      | 1       | 2,5 %   | (3,5 %)     |
| Activités immobilières                                                                                    | 3       | 7,5 %   | (5,2 %)     |
| Activités spécialisées, scientifiques et techniques et activités de services administratifs et de soutien | 10      | 25 %    | (14,4 %)    |
| Administration publique, enseignement, santé humaine et action sociale                                    | 6       | 15 %    | (12,3 %)    |
| Autres activités de services                                                                              | 2       | 5 %     | (8,3 %)     |

Le secteur des activités spécialisées, scientifiques et techniques et des activités de services administratifs et de soutien est prépondérant sur la commune puisqu'il représente 25 % du nombre total d'établissements de la commune (10 sur les 40 entreprises implantées  à la La Sauvetat), contre 14,4 % au niveau départemental.

### Agriculture
La commune est dans le « Haut-Armagnac », une petite région agricole occupant le centre du département du Gers. En 2020, l'orientation technico-économique de l'agriculture  sur la commune est la culture de céréales et/ou d'oléoprotéagineuses.
|               | 1988  | 2000  | 2010  | 2020  |
| ------------- | ----- | ----- | ----- | ----- |
| Exploitations | 69    | 48    | 32    | 25    |
| SAU (ha)      | 2 338 | 2 279 | 2 132 | 2 123 |

Le nombre d'exploitations agricoles en activité et ayant leur siège dans la commune est passé de 69 lors du recensement agricole de 1988  à 48 en 2000 puis à 32 en 2010 et enfin à 25 en 2020, soit une baisse de 64 % en 32 ans. Le même mouvement est observé à l'échelle du département qui a perdu pendant cette période 51 % de ses exploitations,. La surface agricole utilisée sur la commune a également diminué, passant de 2 338 ha en 1988 à 2 123 ha en 2020. Parallèlement la surface agricole utilisée moyenne par exploitation a augmenté, passant de 34 à 85 ha.

## Culture locale et patrimoine

### Lieux et monuments

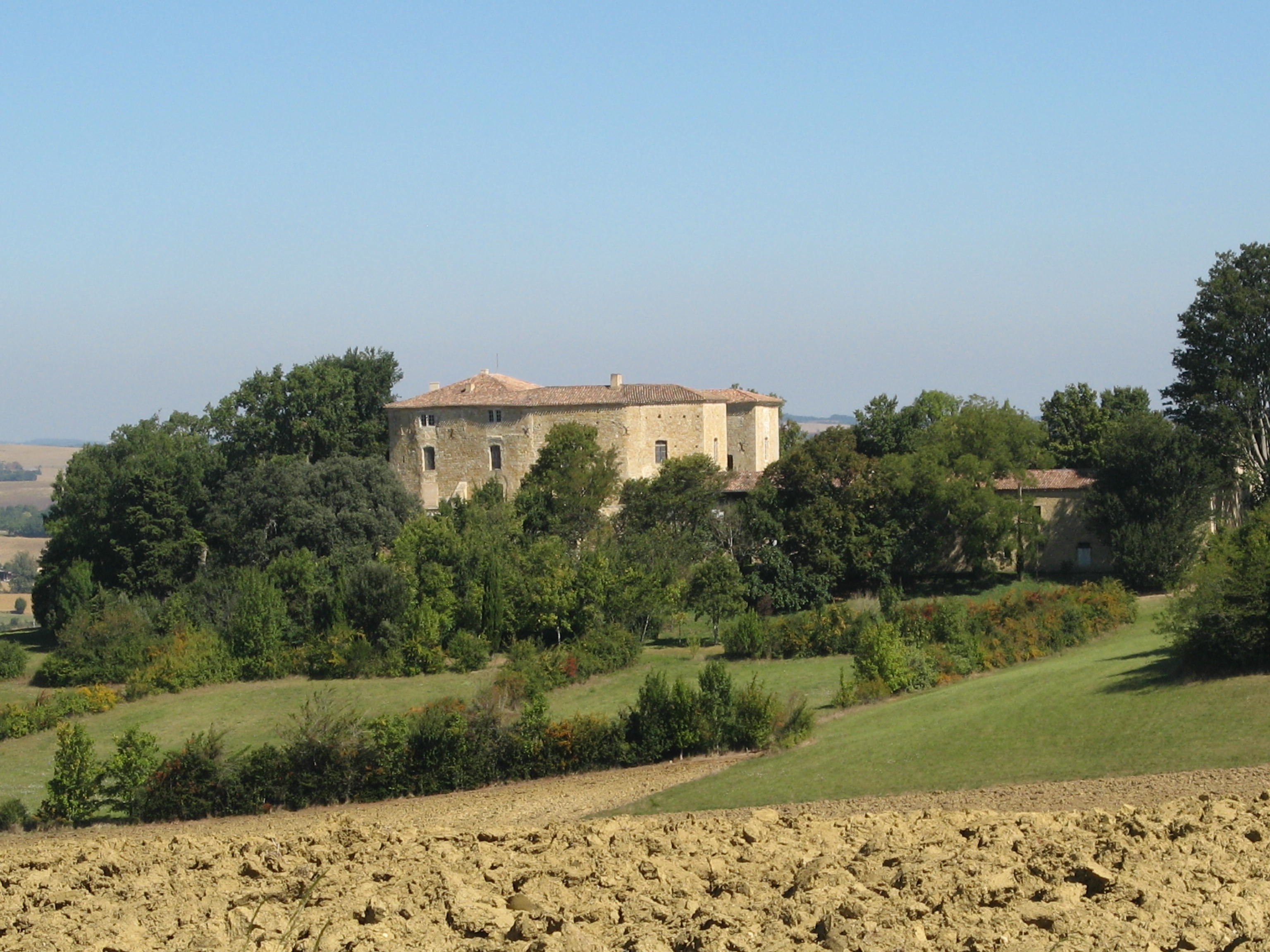
Château de Sérillac

- Château de Sérillac
- Église Saint-Nicolas.

### Personnalités liées à la commune
- Bernard de Sédirac, archevêque de Tolède en 1088.
- Louis Sébastien Gavarret (1791-1881) : homme politique né à La Sauvetat.

### Héraldique
| Blason de La Sauvetat | Blason  | Parti : au 1er d'azur à la croix (haussée) d'or, au 2d d'argent à un lion de gueules.                                |
| Blason de La Sauvetat | Détails | Parti des armes de la famille de Faudoas et de celles des Sérillac. Le statut officiel du blason reste à déterminer. |